# Село Рупељево, борци пали у ратовима од 1912. до 1918. године
Списак бораца из села Рупељево, Општина Пожега, погинулих и умрлих у Балканским и Првом светском рату преузет је из књиге „Пожега и околина”, објављене 1978. године.
Подаци за подручје Пожеге прикупљани су у периоду 1976–1977. године преко матичних књига умрлих, спомен-плоча, крајпуташа, као и разговора са преживелим борцима и појединим грађанима који су по сећању могли да дају податке, уз напомену да спискови могуће да нису потпуни, због временске дистанце и недостатка поузданих извора.

## Списак
1. Андрић Божидар
2. Андрић Драгутин
3. Андрић Милан
4. Андрић Максим
5. Андрић Перко
6. Андрић Павле
7. Анђелић Крста
8. Анђелић Драго
9. Божић Радомир
10. Видић Владимир
11. Видић Драгољуб
12. Видић Јеврем
13. Вилиповић Драгољуб
14. Глушчевић Владимир
15. Глушчевић Гвозден
16. Глушчевић Драгомир
17. Глушчевић Драгић
18. Глушчевић Ђорђе
19. Глушчевић Ђунисије
20. Глушчевић Јовиша
21. Глушчевић Милан
22. Глушчевић Миљко
23. Глушчевић Петар
24. Глушчевић Радоје
25. Глушчевић Ратко
26. Глушчевић Ћиро
27. Глушчевић Чедомир
28. Дамњановић Будимир
29. Дамњановић Јанко
30. Дамњановић Радисав
31. Диковић Веселин
32. Диковић Драгомир
33. Диковић Драгољуб
34. Диковић Драго
35. Диковић Митар
36. Диковић Мијајло
37. Диковић Новак
38. Диковић Станиша
39. Дрндаревић Анђелко
40. Дрндаревић Бранислав
41. Дрндаревић Драгољуб
42. Дрндаревић Јелесије
43. Дрндаревић Јанко
44. Дрндаревић Миливоје
45. Дрндаревић Радивоје
46. Дрндаревић Чедомир
47. Илић Видоје
48. Илић Драгомир
49. Илић Здравко
50. Илић Радојица
51. Илић Симо
52. Милутиновић Ненад
53. Милутиновић Михаило
54. Милутиновић Радосав
55. Милутиновић Трипко
56. Милчановић Александар
57. Милчановић Веселин
58. Милчановић Видоје
59. Милчановић Вељко
60. Милчановић Драгомир
61. Милчановић Ђуро
62. Милчановић Живан
63. Милчановић Живко
64. Милчановић Јеленко
65. Милчановић Ј. Милан
66. Милчановић Милисав
67. Милчановић Марко
68. Милчановић Раденко
69. Милчановић Радивоје
70. Младеновић Бранислав
71. Младеновић Гајо
72. Младеновић Милан
73. Младеновић Михаило
74. Младеновић Миленко
75. Младеновић Милорад
76. Младеновић Петар
77. Младеновић Стево
78. Младеновић Тихомир
79. Радосављевић Владисав
80. Радосављевић Радисав
81. Радосављевић Страјин
82. Суботић Владе
83. Суботић Петко
84. Тодоровић Миљко
85. Тошић Микан
86. Тошић Тодор
87. Цоњић Вучета
88. Цоњић Никола
89. Цоњић Милинко
90. Цоњић Мирко
91. Цоњић Раденко
92. Цоњић Радован
93. Цоњић Стеван[1]